# Martin Becanus

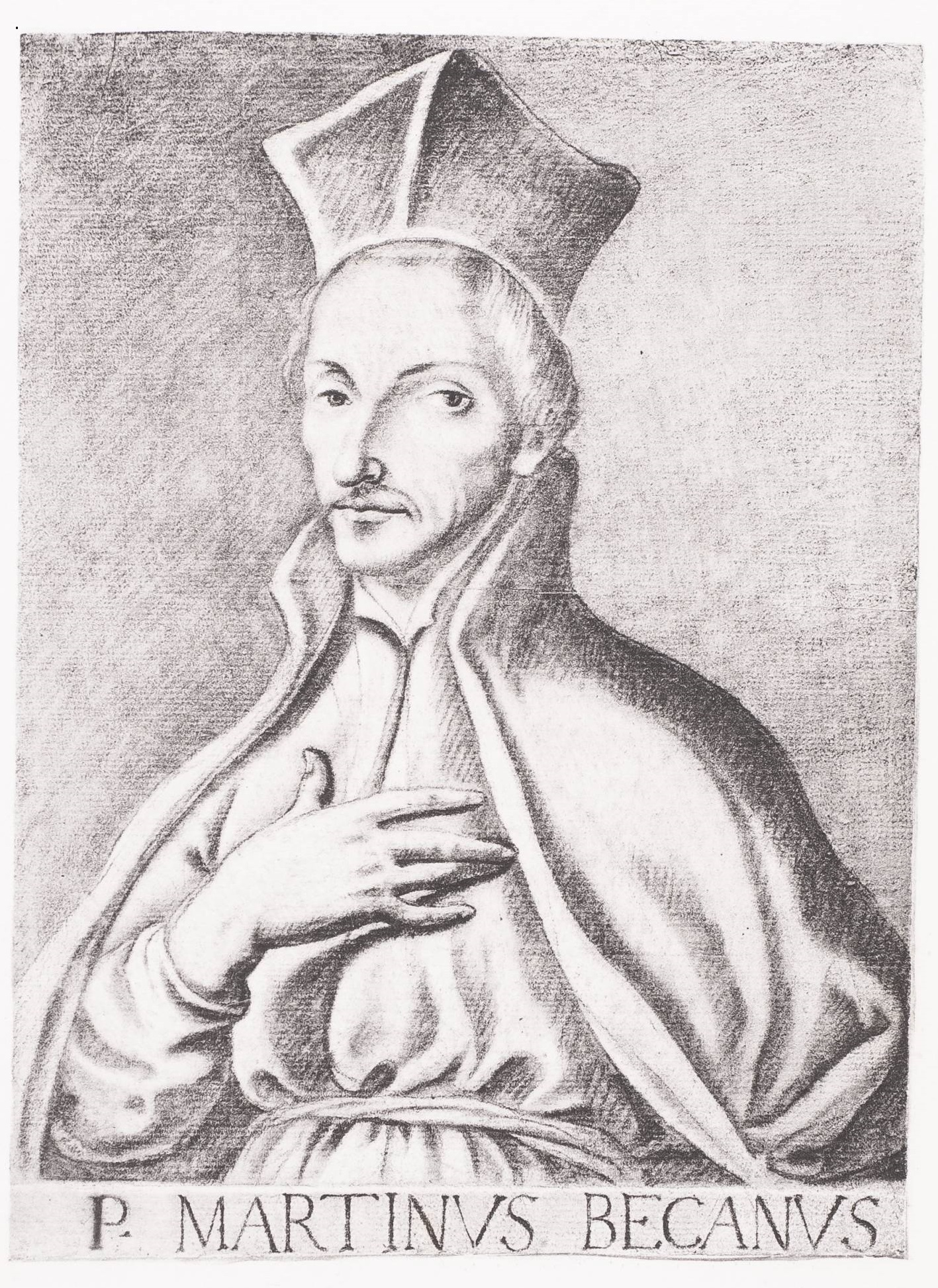
Martin Becanus

Martin Becanus (auch Verbeeck, van der Beeck, ursprünglich Schellekens; * 6. Januar 1563 in Hilvarenbeeck (Nordbrabant); † 24. Januar 1624 in Wien) war ein Jesuit und neben Robert Bellarmin einer der bekanntesten Kontroverstheologen der Gegenreformation. Er lehrte als Professor Philosophie und Theologie.

## Leben
Becanus begann seine Studien am Dreikronengymnasium in Köln und schloss dort als Magister Artium ab. Er trat danach am 23. März 1583 in die Societas Jesu ein und begann das Studium der Theologie. Danach lehrte er eine Zeit lang selbst in Köln Philosophie, dann wurde er Professor der Theologie und lehrte in den folgenden 22 Jahren an den Universitäten von Würzburg, Mainz und zuletzt Wien, wo er verstarb. Becanus war von 1620 bis 1623 Beichtvater Ferdinands II. und riet ihm, das Augsburgische Bekenntnis in Österreich zu dulden.

## Werke
Sein Stil war klar und würdevoll, und merklich frei von der Bitternis, welche die übrige polemische Literatur seiner Zeit kennzeichnete. Seine Schriften richteten sich vornehmlich gegen den Calvinismus, aber auch gegen Lutheraner und Anglikaner.
- Becanus erste veröffentlichte Schrift waren 1608 die Aphorismi doctrinae Calvinistarum, ex eorum libris, dictis et facis collecti, die er als Antwort auf Johannes Calvins Aphorismi doctrinae Jesuitarum verfasste.[3]
- Sein vierbändiges Hauptwerk Summa theologiae scholasticae (1612) bildete eine Sammlung theologischer Traktate, in der Reihenfolge geordnet nach dem Lehrsystem der Summa theologica des Thomas von Aquin,[4] darin enthalten ein Kompendium der Kommentare von Francisco Suárez zu Thomas von Aquin.[3]
- Die bedeutendste seiner Streitschriften, das Manuale controversiarum huius temporis erschien zuerst 1623 in Würzburg, Becanus widmete sie Kaiser Ferdinand II.[4] Sie erlebte danach eine Reihe von Auflagen (in der verkürzten Fassung bis ins späte 18. Jahrhundert ca. 55 Ausgaben).[5] Inhaltlich behandelte die Schrift Fragen der Prädestination, des freien Willens, der Eucharistie und die Unfehlbarkeit der Kirche.[3]

### Weitere
- Controversia Anglicana de potestate regis et pontificis (1613)
- Analogia Veteris et Novi Testamenti (1620)
- Compendium manualis controversiarum (1623)
- Opera omnia, 2 Bände (1630)